# EB/Streymur

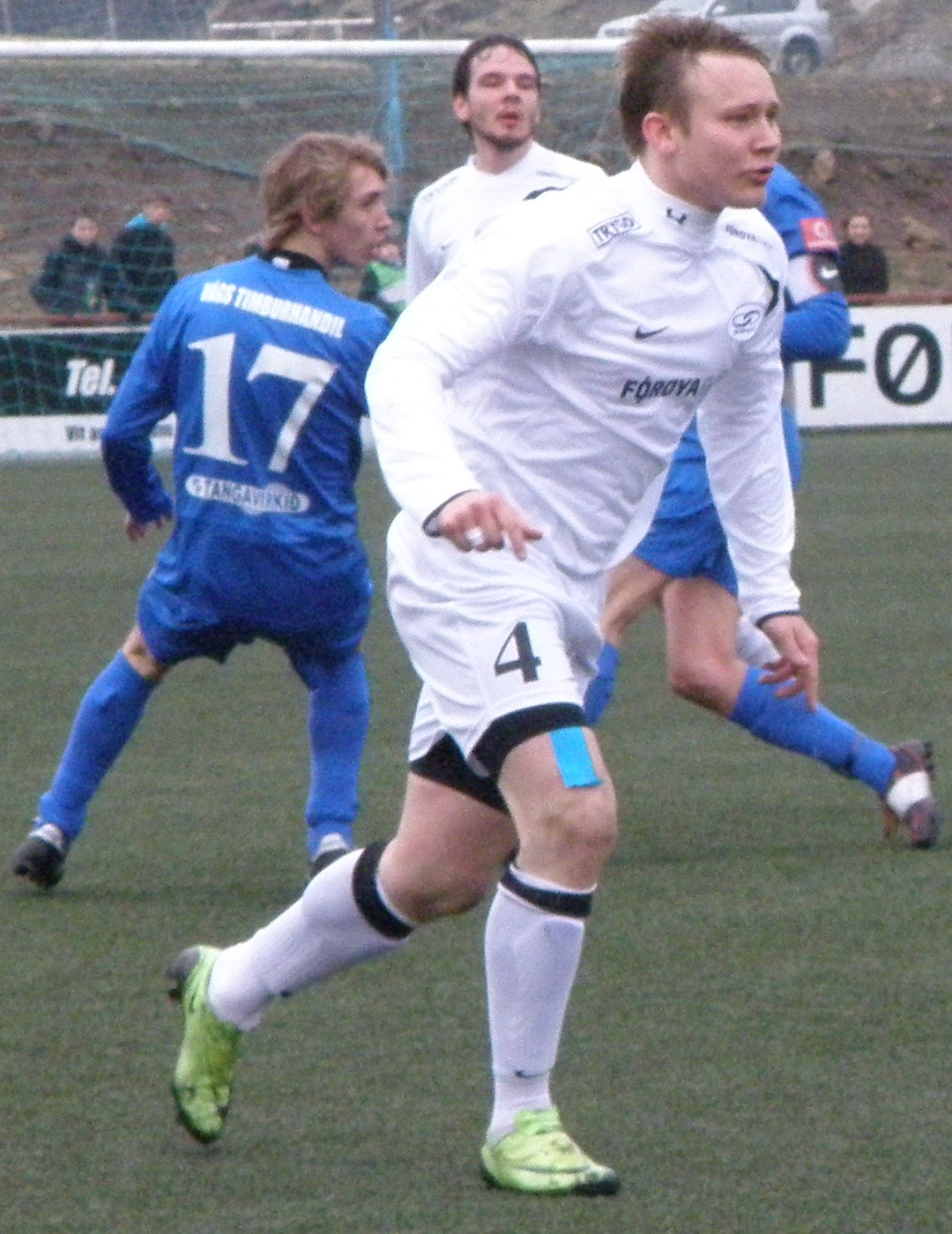
EB/Streymur y el FC Suðuroy por la Faroese Cup el 25 de abril de 2010, que EB/Streymur ganó 4–1. 4 meses después, el EB/Streymur ganó la Copa(Løgmanssteypið). El jugador del EB/Streymur en la foto eran Gert Aage Hansen y Marni Djurhuus.

El EB/Streymur es un club de fútbol de las Islas Feroe (Dinamarca), con sede en Streymnes de la isla Streymoy. Milita actualmente en la Primera División de las Islas Feroe, la liga de fútbol más importante del país.

## Historia
El equipo nació de una fusión en 1993 entre Eiðis Bóltfelag, fundado en 1913, y el Streymur, fundado en 1976. Antes de la fusión, tanto el EB Eiði como el Streymur jugaban en la segunda o tercera división de fútbol. Tras la fusión en 1993, el equipo todavía residía en las divisiones inferiores, pero pronto eso cambió. Con un campo de fútbol de nueva construcción en Mølin (Eiði), y una llegada de jóvenes talentos, el EB/Streymur consiguió ascender a la máxima categoría. Algunos de estos jugadores fueron: Hans Pauli Samuelsen, Bárður Olsen (Haldórsvík), Brian Olsen (Tjørnuvík), Marni Djurhuus, Gert Hansen, Arnbjørn Hansen (Kollafjørður). Con la ayuda del veterano atacante Jón Sigurð Gleðisheygg, el equipo ganó la promoción en la temporada 99/00, en segundo lugar, detrás del B36.

## Junta Directiva
- Presidente:  Heðin Mortensen
- Director Deportivo:  Bjarni Arnason

## Palmarés
- Liga Premier de las Islas Feroe (2):

2008, 2012
- Copa de Islas Feroe (4):

2007, 2008, 2010, 2011
- Supercopa de las Islas Feroe (3)

2011, 2012, 2013

## Participación en competiciones de la UEFA
| Temporada | Torneo                | Ronda            | Club            | Casa | Visita | Global  |  |
| --------- | --------------------- | ---------------- | --------------- | ---- | ------ | ------- |  |
| 2007–08   | UEFA Cup              | 1                | MyPa-47         | 1–1  | 0–1    | 1–2     |  |
| 2008–09   | UEFA Cup              | Clasificatoria 1 | Manchester City | 0–2  | 0–2    | 0–4     |  |
| 2009–10   | UEFA Champions League | Clasificatoria 2 | APOEL           | 0–2  | 0–3    | 0–5     |  |
| 2010–11   | UEFA Europa League    | Clasificatoria 1 | Kalmar FF       | 0–3  | 0–1    | 0–4     |  |
| 2011–12   | UEFA Europa League    | Clasificatoria 2 | Qarabağ         | 1–1  | 0–0    | 1–1 (a) |  |
| 2012–13   | UEFA Europa League    | Clasificatoria 1 | Gandzasar       | 3–1  | 0–2    | 3–3 (a) |  |
| 2013–14   | UEFA Champions League | Clasificatoria 1 | Lusitanos       | 5–1  | 2–2    | 7–3     |  |
| 2013–14   | UEFA Champions League | Clasificatoria 2 | Dinamo Tbilisi  | 1–3  | 1–6    | 2–9     |  |

### Récord Europeo
| Torneo                | J  | G | E | P  | GF | GC |
| --------------------- | -- | - | - | -- | -- | -- |
| UEFA Champions League | 6  | 1 | 1 | 4  | 9  | 17 |
| UEFA Europa League    | 6  | 1 | 2 | 3  | 4  | 8  |
| UEFA Cup              | 4  | 0 | 1 | 3  | 1  | 6  |
| Total                 | 16 | 2 | 4 | 10 | 14 | 31 |